# 1982年飓风黛比
飓风黛比（英語：Hurricane Debby）是1982年大西洋飓风季最强烈的热带气旋，也是该季第四场获得命名的风暴和仅有的大型飓风，最大持续风速达到每小时215公里。系统于9月13日经向西移动的东风波在伊斯帕尼奥拉岛北岸近海发展形成，成为热带低气压后向西北方向移动，再于次日增强成热带风暴并获名“黛比”。此后，风暴快速强化，于9月15日清晨升级成飓风，然后回转向东北方向前进，于次日以二级飓风强度掠过百慕大。气旋继续增强，于9月18日短暂达到萨菲尔-辛普森飓风等级下的二级飓风标准，最大持续风速升至每小时215公里，最低气压950毫巴（百帕，28.05英寸汞柱）的最高强度。
达到最高强度后，黛比缓慢减弱，于9月19日清晨以二级或一级飓风强度从纽芬兰岛以南经过。此后，风暴的移动速度大幅提高，以每小时95公里的速度向东前进。9月20日，气旋急速逼近不列颠群岛，并在不久后转变成温带气旋。小安的列斯群岛受到的总体影响很小，多米尼加、波多黎各和美属维尔京群岛降下小到中雨。百慕大因狂风致使局部地区停电，另有部分树木倒塌，但全岛所受破坏程度很轻。此外，飓风还在纽芬兰岛产生降水和中等强度风力。

## 气象历史
9月3日，有扰动天气系统离开非洲海岸进入大西洋，其规模起初很小，并且不到24小时后就一度失去踪影。9月7日，卫星图像表明这股扰动天气发展出环流，但这些环流次日又已消失。残留的东风波继续移动，于9月11日进入小安的列斯群岛海域，气象机构派出侦察机前去观测。侦察机起初发现环流，但到了次日又只遗留下强劲的东风波。外界大气环境变得更有利于系统发展，伊斯帕尼奥拉岛附近洋面的风切变连续数日都很少。气象部门在系统进入该岛海域期间再度派出侦察机，并根据观测结果宣布系统于9月13日在多米尼加近海发展成热带低气压。
接下来飞入气旋的侦察机发现中心气压降至1005毫巴（百帕，28.67英寸汞柱），风速则提升至每小时70公里，美国国家飓风中心因此于9月14日早上将其升级成热带风暴，并以“黛比”（Debby）命名。不过，气象机构难以确定风暴接下来是会同逐渐逼近的低压槽相互影响，还是开始受到美国东南部上空的高压脊影响。黛比之后受低压槽影响开始北上，逐渐远离陆地。经过强化，气旋于9月14日晚达到飓风强度下限。风暴接下来进一步增强，持续风速在逼近百慕大期间达到每小时180公里，成为二级飓风。9月16日，黛比从百慕大以西约130公里洋面经过并继续北上。

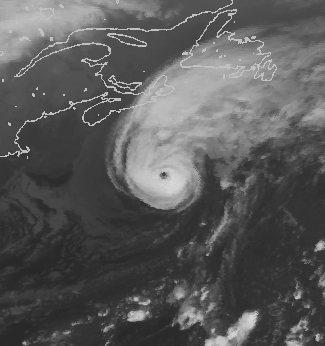
9月18日正处最高强度的飓风黛比

9月17日，系统的移动速度减缓至每小时10公里，但进入西风带内部的低压槽后又大幅提升至每小时50公里。在此期间，黛比达到风力时速215公里，最低气压950毫巴（百帕，28.05英寸汞柱）的最高强度，成为四级飓风。9月19日清晨，风暴从纽芬兰岛开普雷斯（Cape Race）以南近海掠过，再于次日加速东进，前进速度达到每小时100公里。穿越大西洋期间，黛比一直保有热带天气系统特征，于协调世界时9月20日降级成热带风暴，并于当天转变成温带气旋后不久急速逼近不列颠群岛。
黛比的残留行进至北欧上空时仍保有充足对流，于9月21日吹袭芬兰北部，该国称其为风暴毛里，是有纪录以来袭击该国的最强风暴之一。时速超过137公里的狂风导致大量树木倒塌，倒塌树木的总体积高达数百万立方英里，凯米和托尔尼奥受到风暴潮重创，还有两人丧生。
从1982年大西洋飓风季开始，飓风猎人侦察机开始根据美国国家海洋和大气管理局飓风研究部的指令执行向风暴投放投落送，这种设备可以极低频欧米茄信号，用于了解及估算投落送进入风暴某些特定位置之后的动向，黛比便是最早的实验风暴之一。

## 防灾措施和影响

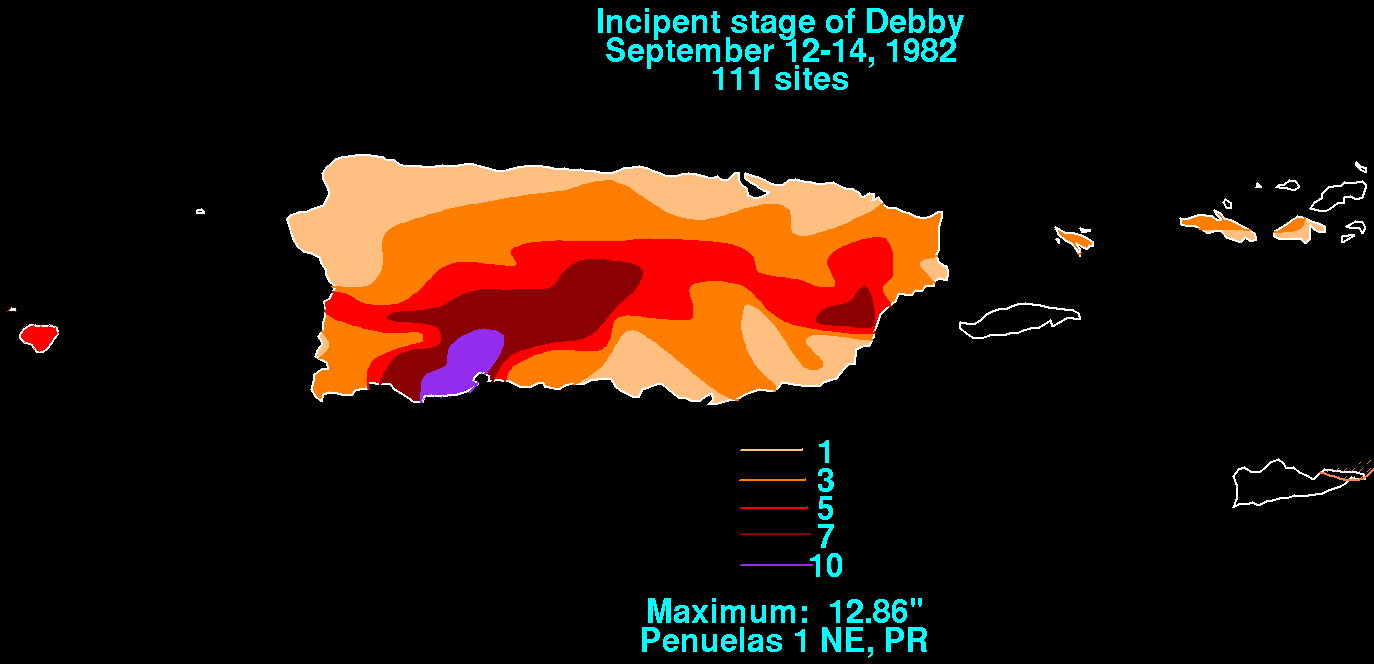
飓风黛比的降水分布

黛比在波多黎各产生的降雨量从最北端的76毫米左右到最南侧的250毫米不等。岛上以佩纽埃拉斯降水最多，达326毫米。美属维尔京群岛测得约76毫米雨量，多米尼加则达到130毫米。美国海军将位于百慕大空军基地的700名工作人员转移到附近的体育馆。随着飓风逼近，数以千计的游客于9月16日搭乘最后的航班离开该岛。多家航空公司减少进出百慕大的航班数量。东方航空将原有的五班缩减至两班，只保留百慕大飞往纽约、纽华克和波士顿的班机。
风暴在百慕大产生的持续风速高达每小时180公里，气象机构预测其风眼会于次日从该岛上空经过。多家航空公司的班机取消，部分建筑以木板封死，邮轮则赶在飓风来袭前匆忙离港。救援工作组将风暴沿途附近美孚石油钻井平台上的工作人员转移。百慕大出现强烈阵风，虽有轻度破坏，但没有出现人员伤亡。岛上局部地区停电，但很快便已修复。岛上还有许多树木被狂风推倒。
风暴逼近加拿大期间，纽芬兰岛近海多个石油钻井平台的工作人员撤离，正在纽芬兰大浅滩开展的科学实验也相应中止。受黛比影响，纽芬兰岛东南部降下小雨，最高降雨量约有89毫米。此外，还有少数区域出现热带风暴强度大风，但总体破坏程度很轻。